# Mezőcsokonya
Mezőcsokonya es un pueblo ubicado en el distrito de Kaposvár, en el condado de Somogy, Hungría.

## Superficie
Posee una superficie de 30,78 kilómetros cuadrados.

## Demografía
Hasta 2019 la población era de 1172 habitantes, con una densidad de población de 38,08 habitantes por kilómetro cuadrado.